# Château de Lantis
Le château de Lantis (ou Lentis) est situé en France dans le département du Lot sur la commune de Dégagnac au lieu-dit la Trémolède.

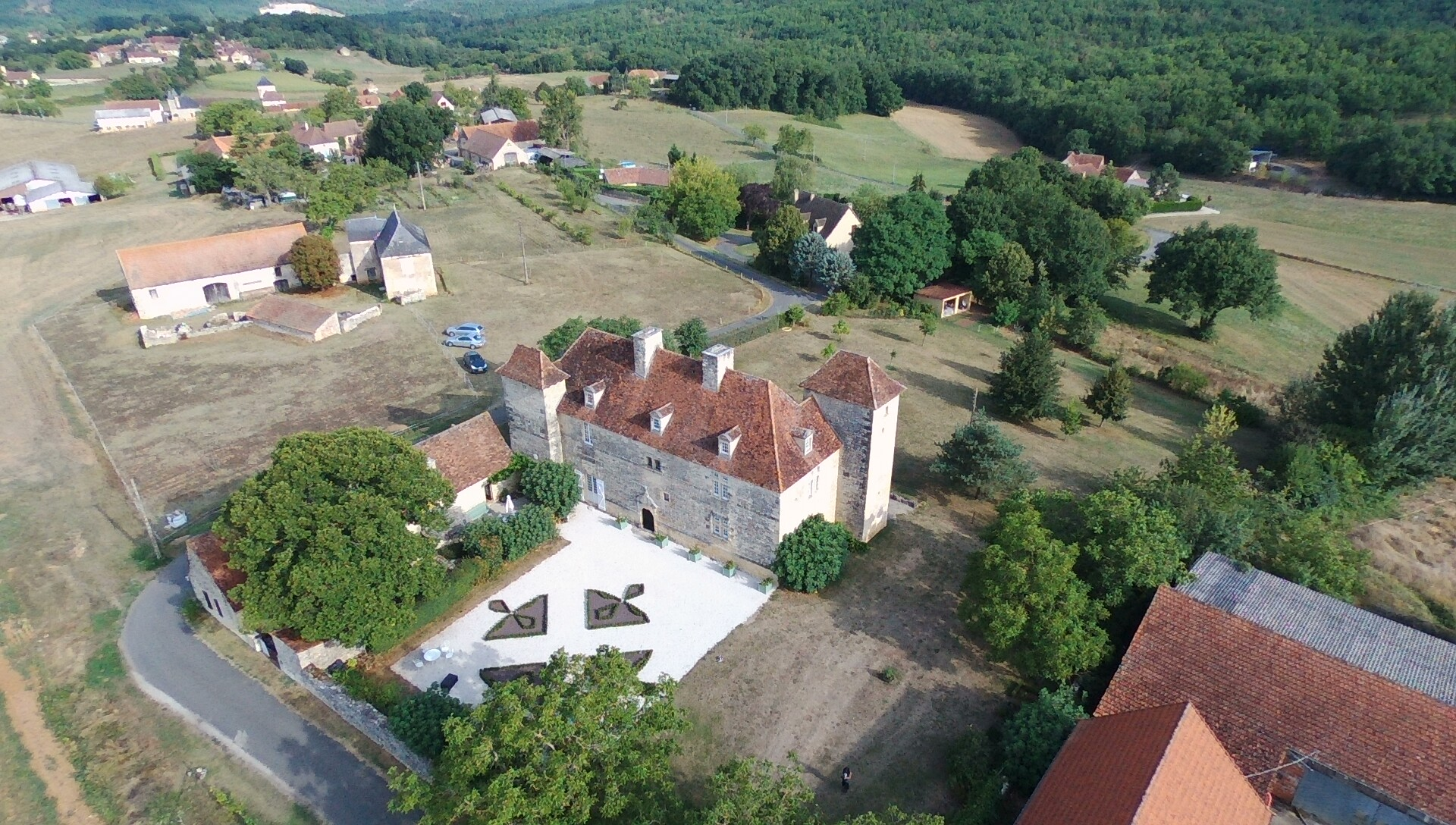

## Localisation
Le château se trouve à 35 kilomètres de Cahors, Sarlat ou Rocamadour. Au départ de la commune de Dégagnac vers le Nord, la route départementale RD51 sillonne en direction de Costeraste. Le château se trouve sur la gauche, desservi par un chemin sur les hauteurs du hameau de Trémolède, le hameau de Lantis proprement dit se situant à 500 mètres de celui de la Trémolède.

## Histoire
Pendant la guerre de Cent Ans, des mercenaires français à la solde des Anglais font irruption dans le village de Lantis et massacrent les quelques habitants qui s'y trouvent, laissant l'endroit désert, jusqu'à son repeuplement par des colons auvergnats, dont les Gatignol sont originaires.
Le fief de Lantis est accensé en 1451 par le prieur de Catus, Jean du Mas. Les archives du Lot y signalent dès 1453 une maison fortifiée « en la Trémolada ». Un prieuré existait au hameau de Lantis.
Au XVe siècle, Annet de Rampoux cède la motte de Lantis à Jacques de Durfort, seigneur et baron de Boissières.
La tour de Lantis appartient à la fin du XVIe siècle aux Touchebœuf-Clermont, chefs ligueurs. Le château sert de refuge aux catholiques en lutte contre les huguenots. Quelques soldats veillent d'ailleurs à la sécurité du village.
La tour (position stratégique entre Salviac et La Vercantière, Gourdon, Sarlat (Domme) et Cahors) est prise le 16 juillet 1591 par le maréchal de Matignon qui fait pendre les 24 défenseurs et raser l'ouvrage,. Cette action a lieu dans le contexte tourmenté des guerres de religion autour des conflits entre différentes familles, prises de pouvoirs et possessions dans le Périgord Noir et le Haut-Quercy; notamment entre les familles protestantes (de Turenne, de Lauzères-Thémines...) et catholiques (de Monpezat, de Cugnac, de Durfort-Boissières, de Clermont...) avec souvent des parentés entre-elles (à l'image des familles royales de France)...
En 1619, lors de la prise et de la destruction du château de Gourdon, les Clermont-Toucheboeuf et d'autres seigneurs (de Vaillac…) prêtent main-forte aux consuls de Gourdon, à leur demande (consécutive à l'ordre reçu par le duc de Mayenne, gouverneur de Guyenne, par le cardinal de Richelieu), et rasent les « tours » de Gourdon. Le château de Gourdon appartenant depuis quelques années à Pons de Lauzières-Thémines qui fut un des artisans de la prise de Domme et de la destruction de la tour de Lantis.

### La seigneurie de Lantis
À la fin du XVIe siècle, Jean de Gatignol, d'une famille de notables venus s'installer à Dégagnac, sert dans l'armée catholique du roi de France Henri IV († 1610) et, par sa bravoure, revient en 1657 gratifié chevalier. Il épouse Godine Hébrard. Un de ses descendants, Jean de Gatignol († 29 septembre 1752), épouse Marie Escalier, fille de Françoise de Boysson. Ils ont un fils, François-Joseph.
La famille de Gatignol partage depuis le XVIe siècle la seigneurie de Lantis avec notamment la famille de Clermont-Toucheboeuf. Il apparaît difficile de savoir si ce sont les comtes de Clermont-Touchebeouf ou la famille anoblie au XVIIe siècle de Gatignol qui sont à l'origine de la construction,,du château actuel (une construction plus ancienne existait à cet emplacement)

### La Révolution et leXIXesiècle
François Joseph de Gatignol et Antoinette Marie de Gripière Moncroc (née à Nérac en 1730) se marient le 10 janvier 1763. Son mari étant mort en 1786 sans héritier direct, la veuve lègue les biens qu'elle tient de son mari (tout en en conservant l'usufruit) à Bernard de Boysson en 1797. Bernard de Boysson et François Joseph de Gatignol sont cousins. Au jour du décès de la veuve Gatignol, le 2 février 1807, les biens sont dévolus à Amédée de Boysson, fils aîné du précédent légataire.
Un sieur de Gatignol est premier maire de la commune de Dégagnac après 1789.
Le château (déjà en partie en ruine) est acheté au début du XIXe siècle par la famille Tissandier. Toutefois, le cadastre de 1835 laisse apparaître un plan parcellaire sensiblement identique à la vue satellitaire contemporaine.

### XXesiècle
Plus tard, par alliance, la famille Marrouch (originaire en partie de Concorès) est propriétaire au début du XXe siècle du château de Lantis (en ruine), du château de Vertillac et de 30 ha de terres (vignes…). Les Marrouch disparaissent subitement à la sortie de la Seconde Guerre mondiale en 1945-1946.
De 1930 à sa mort en 1960, un instituteur local, Léon Mailhol, épris de photographie parcourt le département par ses cantons et passe par Dégagnac (canton de Salviac, planches 1990 à 2042, époque 1930-1940) où il immortalise le château. Le fonds est connu sous celui de fonds Léon Mailhol. On sait grâce à lui que la bâtisse est en ruine, qu'est visible une tour à section quadrangulaire, une fenêtre à meneau, un portail en plein cintre surmonté d'un fronton triangulaire, des vestiges de cheminée, l'ensemble étant daté du XVIIe siècle. On y aperçoit des pans de toitures subsistants. Au verso de chaque tirage figurent des annotations évoquant des faits historiques : ainsi la hauteur de la cheminée du rez-de-chaussée est de 2,40 m pour une largeur de 3,10 m ; sur le manteau se trouve un râtelier pour 16 armes (photographie no 9489).
En 1978, le château est cité pour son escalier droit. Les auteurs de l'étude le décrivent ainsi : « Bâtisse rectangulaire, aujourd'hui abandonnée et privée de sa toiture, ne possède, pour lui donner l'allure d'un manoir, que deux tourelles rectangulaires servant de chambre de tir. […] la porte principale s'ouvre sur l'escalier d'honneur. En dehors du décor de la porte, caractérisé aussi par un fronton triangulaire qui enfermait autrefois le blason du seigneur, il faut signaler l'utilisation d'un décor de bossages destiné à mettre en valeur les fenêtres. Avec le grand degré de pierre, il semble que le recours à l'appareil en bossage contribue dans ce cas à ennoblir une demeure qui ne peut être antérieure aux années 1600. »
C'est en 1993 que le château de Lantis échappe au démantèlement et est acheté puis restauré par ses propriétaires actuels, les Barbier Damiette.

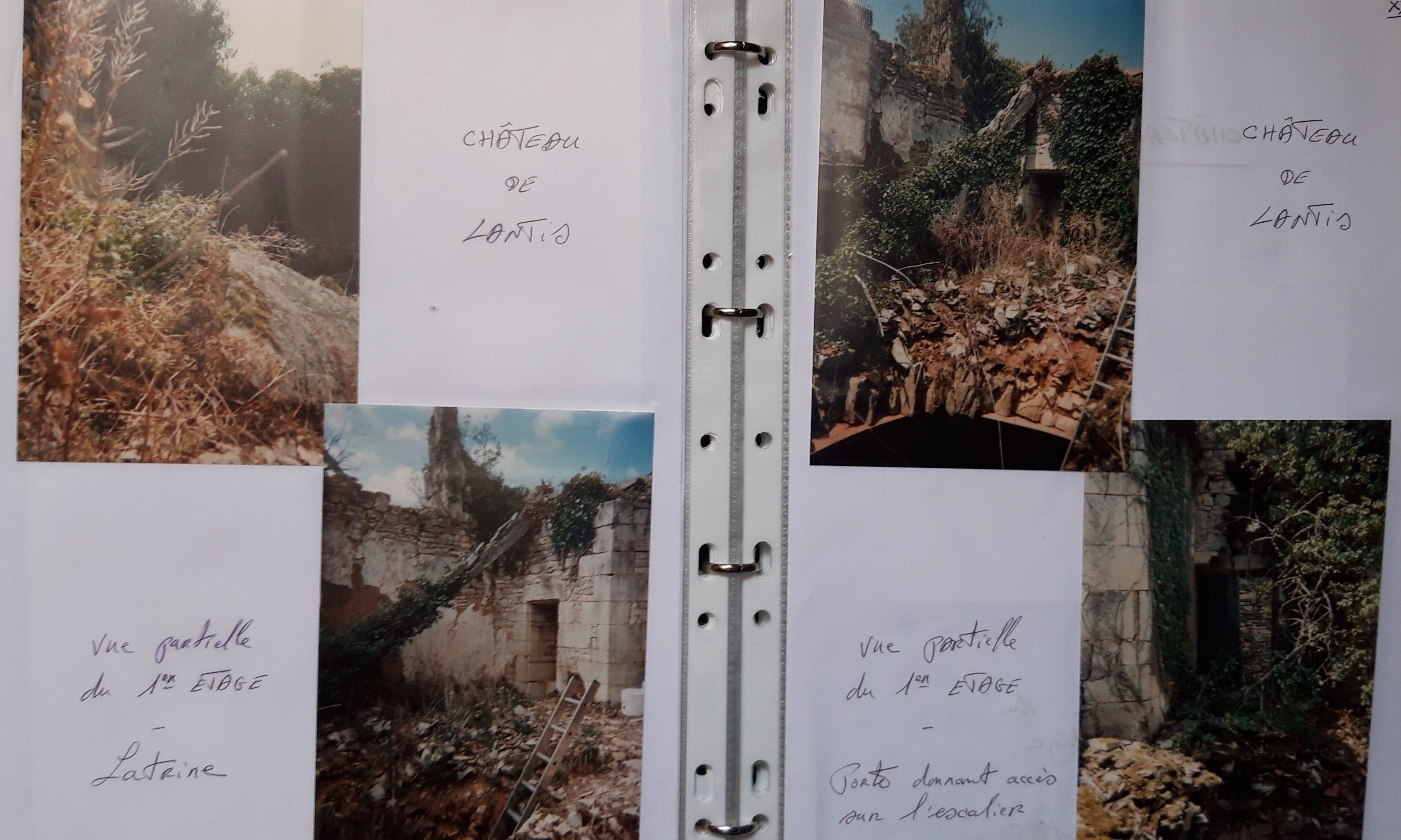

Le château est visitable.

## Polémique de la SEL autour d'une histoire romancée dans le but de promouvoir le tourisme
L'émission Des racines et des ailes : Terroirs d'excellence entre Lot et Corrèze diffusée le 5 février 2025 sur France 3 et france.tv donne la parole à la propriétaire qui parle de l'« enfouissement du château depuis 200 ans », château « complètement enseveli et invisible », « disparu des écrans radars complètement » et dont ils ont « découvert les 4 murs en creusant ». La propriétaire, raconte avoir creusé pour le dégager. Une infographie montre le château sous une colline, dont il n'émergeait qu'« un pigeonnier en ruines ».
La propriétaire précise dès le début de cette émission que c'est une visite "insolite" (par définition "qui est différent de l'habitude et qui surprend", "qui provoque l'étonnement, la surprise par son caractère inhabituel, contraire à l'usage, aux règles ou par sa conduite inattendue").
Le lendemain de la diffusion de l'émission, la Société des études littéraires, scientifiques et artistiques du Lot (SEL du Lot) publie un fact-checking : elle publie des photographies prises par Léon Mailhol qui avait dressé un inventaire du patrimoine lotois, entre les années 1930 et 1960. Ces tirages, propriété de la SEL du Lot, sont conservés aux archives du Lot. On y voit nettement Lantis, en partie en ruine, certes, mais bel et bien debout.

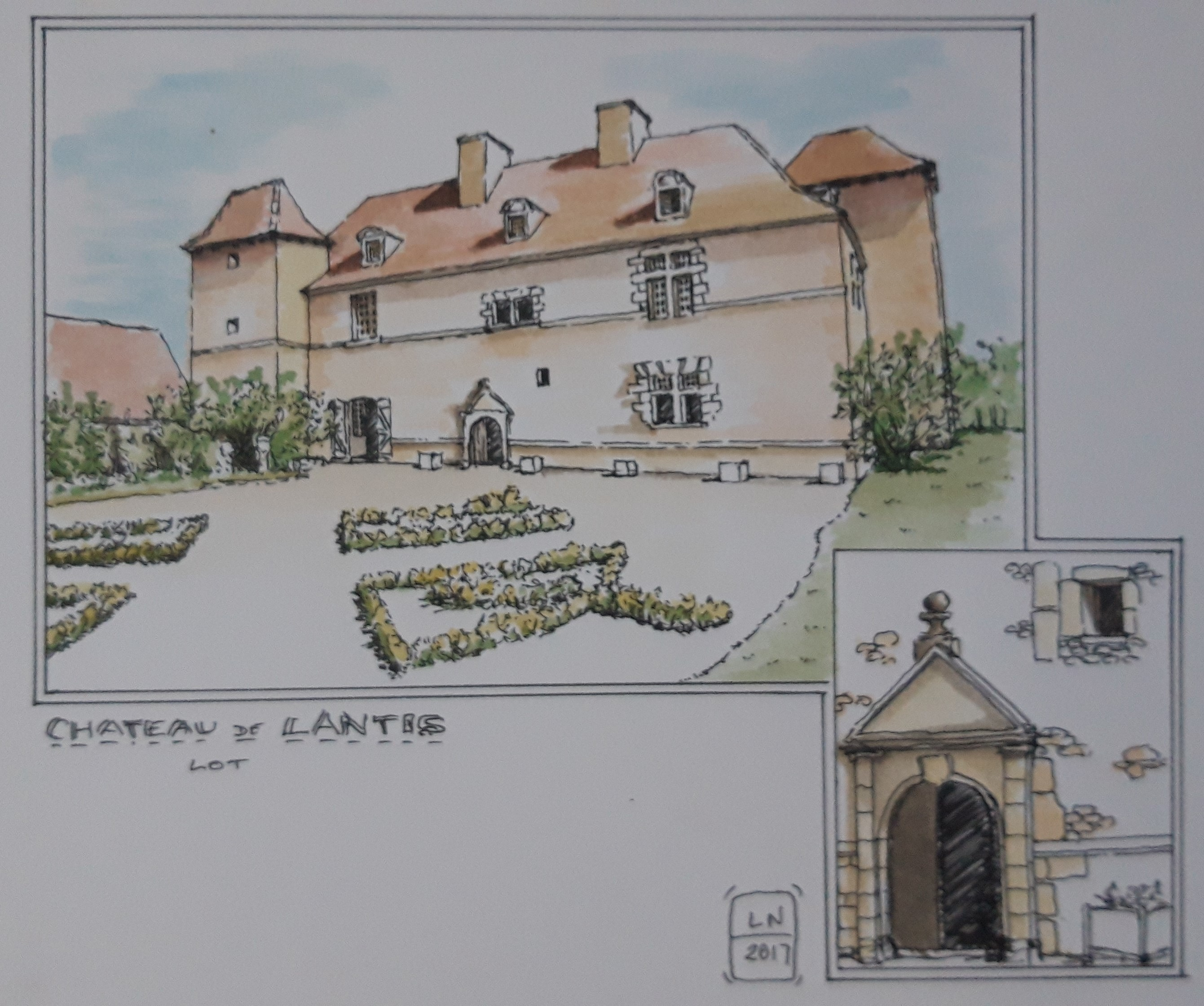

## Architecture et restauration
- 1453 : attestation du castrum dominant le village de Dégagnac[1].
- 1591: la tour de Lantis est prise et rasée par le maréchal de Matignon[1].
- Autour de 1650 : le château prend son plan actuel (sous la famille de Gatignol, famille de notables et de juristes, ou la famille de Clermont-Toucheboeuf, famille de militaires et de religieux, sous l'Ancien Régime), présentant un corps de logis rectangulaire de 25 m dans sa plus grande dimension et deux casemates (24 canonnières/arquebusières) ; attesté en 1670[33]
- XVIIe siècle : remaniements architecturaux (portes, fenêtres).[réf. nécessaire]

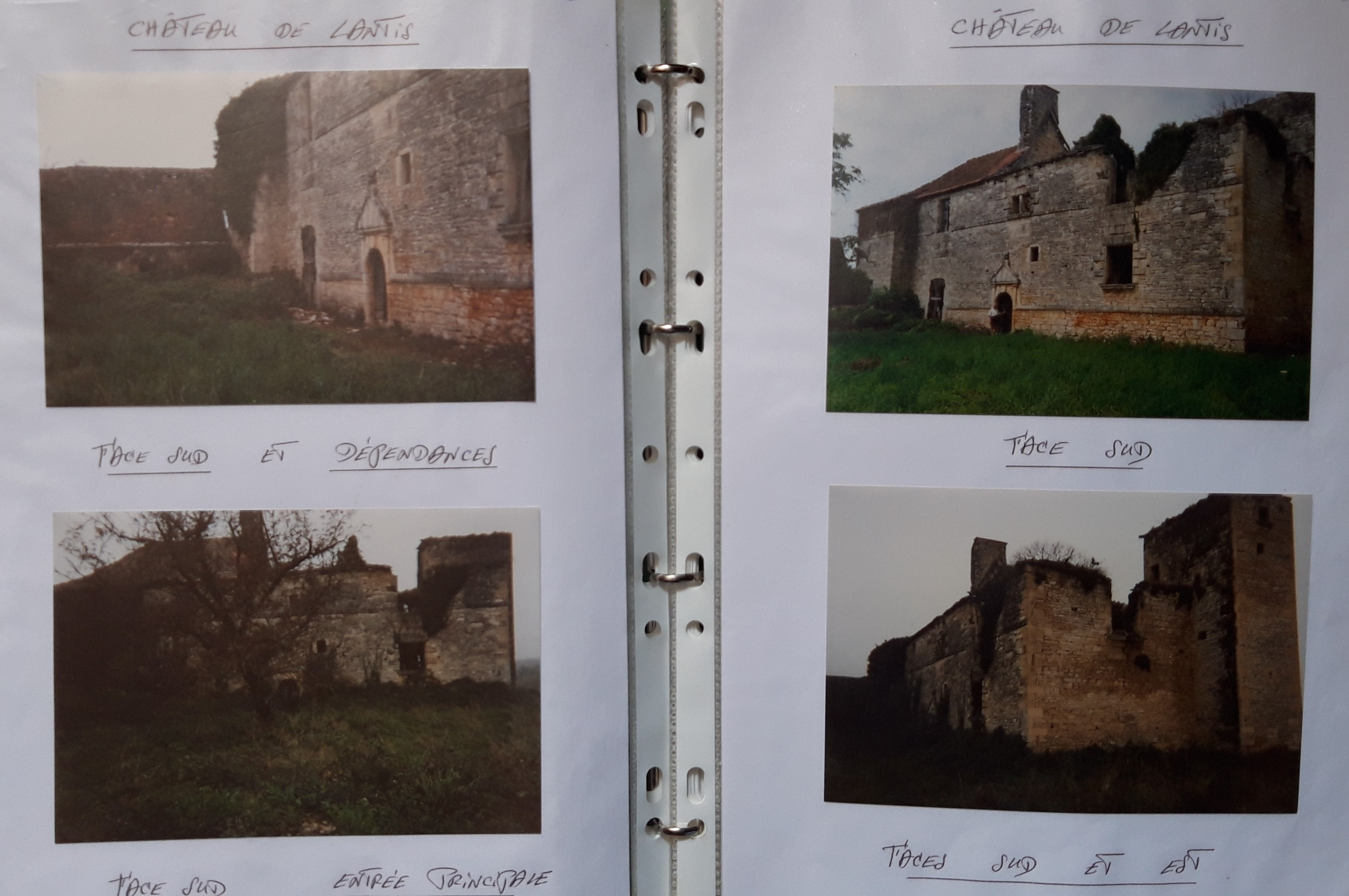

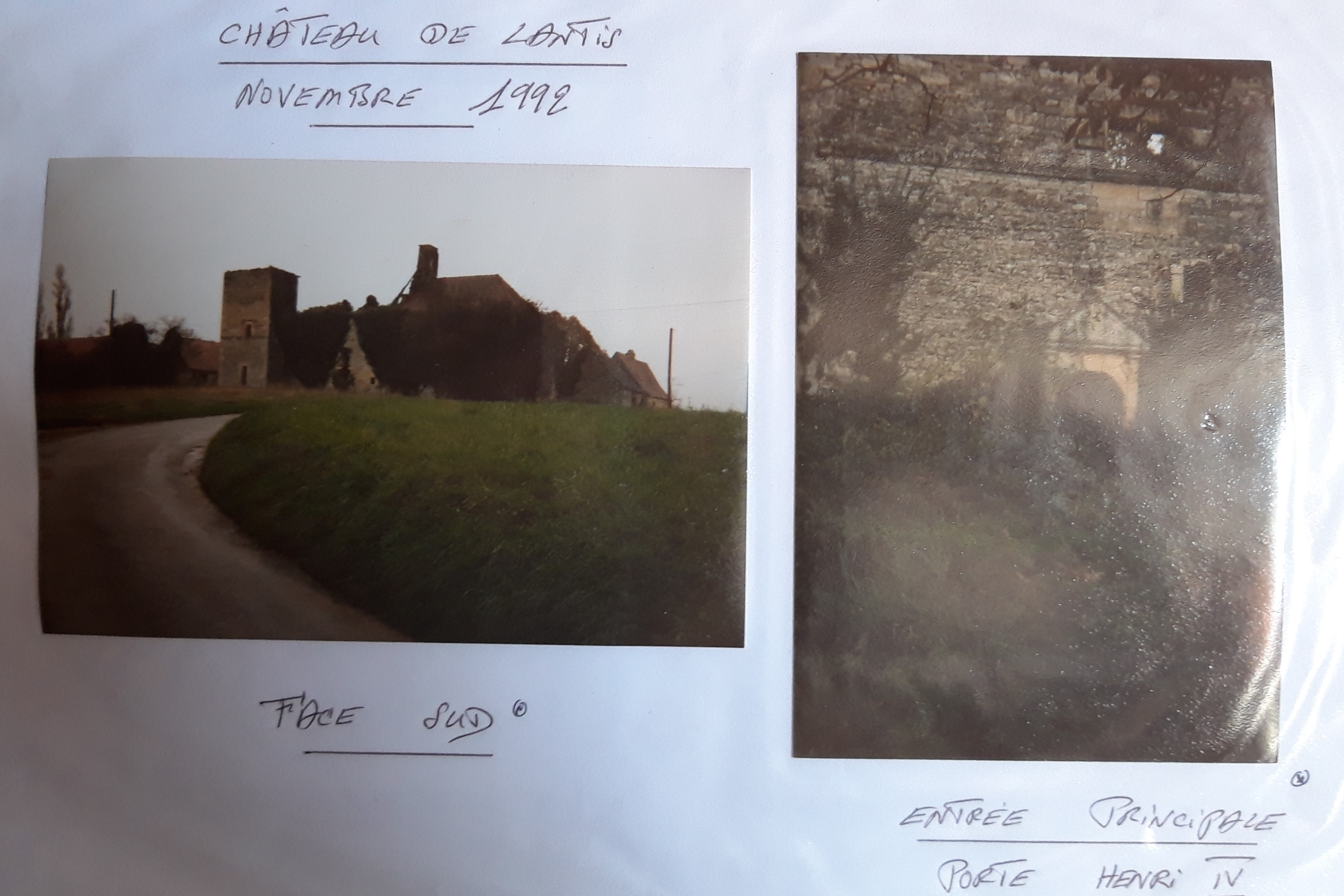

- 1993 : début de la restauration

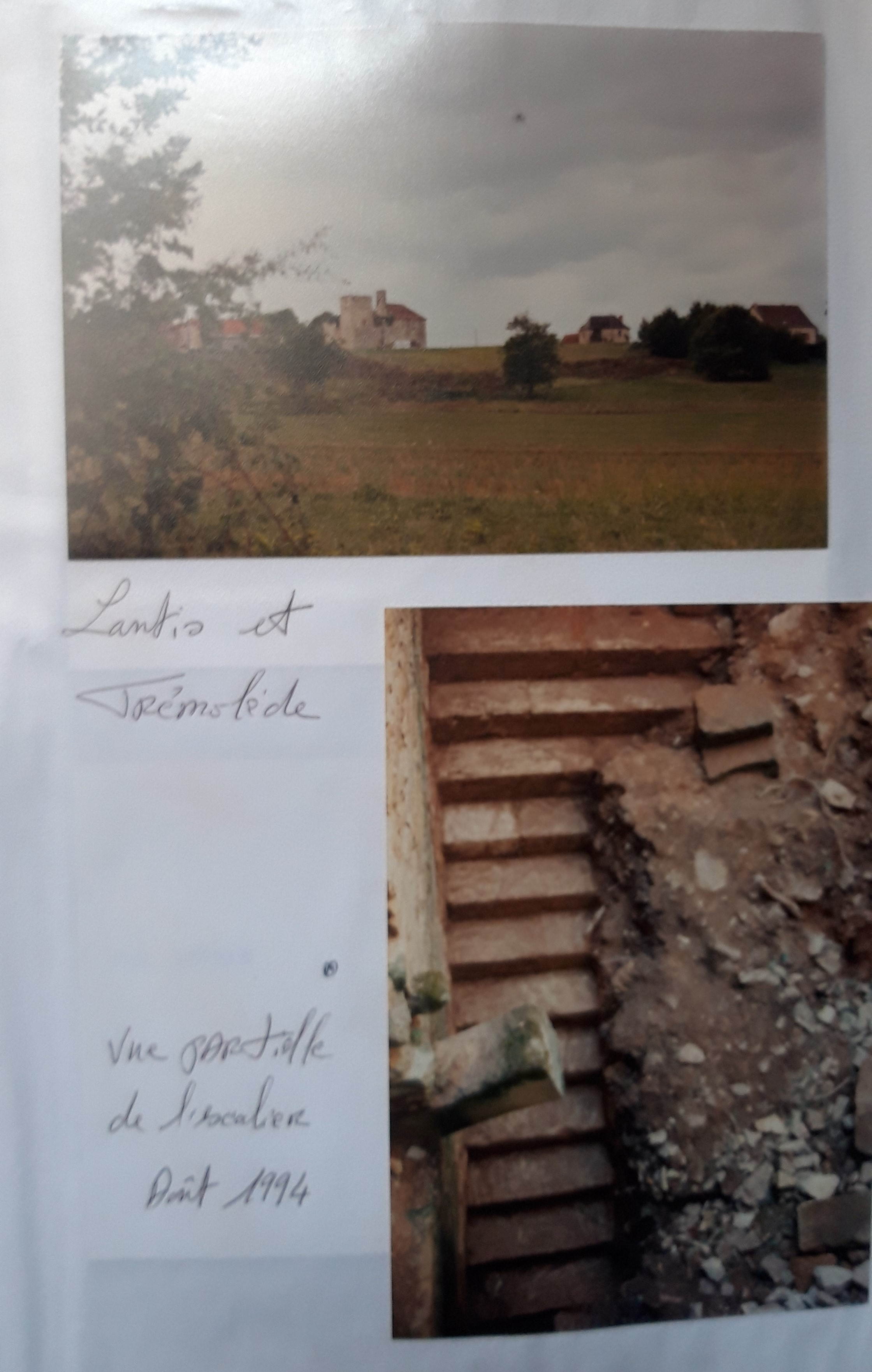

- 2003 : incendie de la grande tour frappée par la foudre.[réf. nécessaire][34]
- 2004 : prix de sauvegarde des Vieilles maisons françaises et obtention du label Patrimoine.[réf. nécessaire][35]
- 2016 : la fondation Dartagnans est sollicitée pour la création d'un jardin dans la cour donnant sur la rue[3].